# Freddy Guzmán
Freddy Antonio Guzmán (nacido el 20 de enero de 1981 en Santo Domingo) es un jardinero dominicano de Grandes Ligas. Actualmente juega en favor de los Delfines del Carmen franquicia de la LMB.

## Carrera

### Grandes Ligas
Guzmán fue firmado como amateur por los Padres de San Diego el 17 de abril del 2000. En 2004 lideró a todos los jugadores de ligas menores en bases robadas, con 90.
Hizo su debut en Grandes Ligas el 17 de agosto de 2004, yéndose de 5-1 con una base por bolas. Bateó un hit en sus primeros seis juegos en las Grandes Ligas. Se perdió toda la temporada de 2005 después de una cirugía Tommy John. Guzmán conectó su primer jonrón de Grandes Ligas el 11 de septiembre de 2007, en el Comerica Park (estadio de los Tigres de Detroit) contra el lanzador zurdo Clay Rapada. Guzmán es conocido en las ligas menores por su habilidad correindo las bases. Se robó 443 en ocho temporadas.
Fue clasificado por la revista Baseball America como el segundo mejor prospecto de la organización de los Padres  en el 2004. En 2007, se reportó a los entrenamientos de primavera para competir con Kenny Lofton, Marlon Byrd y Jerry Hairston Jr. por tiempo de juego en el jardín central, pero Guzmán no hizo el roster del Opening Day y jugó toda la temporada en Triple-A con Oklahoma Redhawks.
El 5 de diciembre de 2007, Guzmán fue cambiado a los Tigres de Detroit por Chris Shelton. Justo antes del final de los entrenamientos de primavera, fue enviado a las menores. Se convirtió en agente libre al final de la temporada y firmó un contrato de ligas menores con los Marineros de Seattle.
El 11 de mayo de 2009, Guzmán fue liberado por los Marineros. El 16 de mayo de 2009 fue firmado por los Medias Rojas de Boston y asignado al equipo de Triple-A, Pawtucket Red Sox. El 29 de julio de 2009 fue liberado por los Medias Rojas. El 7 de agosto de 2009, Guzmán firmó un contrato de liga menor con los Orioles de Baltimore. El 31 de agosto de 2009, los Orioles lo cambiaron a los Yanquis de Nueva York por un jugador a ser nombrado más tarde. El 14 de septiembre, Guzmán fue llamado a los Yankees. En febrero de 2010, Guzmán firmó un contrato de ligas menores con los Filis de Filadelfia.
El 17 de septiembre de 2013, regresa a Grandes Ligas con los Tampa Rays. Apenas jugó un partido y se estafó una base.

### Liga Mexicana
En febrero de 2011, Guzmán fue firmado por los Acereros de Monclova de la Liga Mexicana. Fue canjeado por los Aceleros a los Petroleros de Minatitlán en abril de 2011 por Amaury Cazaña. Más adelante firmó con los Delfines del Carmen.
En 2012 jugó 71 partidos con los Delfines del Carmen bateó de.289 (253-73), conectó 11 dobles, 7 triples, 3 cuadrangulares, remolcó 23 carreras, se estafó 56 bases en 62 intentos.
En 2013 vuelve a los Delfines del Carmen,jugó 99 partidos, bateó para promedio de.326 (399-130), conectó 23 dobles, 2 triples, 9 cuadrangulares, remolcó 51 carreras, se estafó 73 bases en 82 intentos.
En 2014 regresa a la Liga Mexicana con los Delfines del Carmen, pero tras 12 partidos tuvo una lesión en la muñeca que causó el fin en su temporada.

## LIDOM
Fue drafteado en el año 2002-2003 por las Estrellas Orientales, en la primera edición del Sorteo de Novatos de la LIDOM. En ese entonces su nombre era "Pedro de los Santos", jugaba para los San Diego Padres. Estuvo con este conjunto hasta la temporada 2006-2007 cuando llega a Leones del Escogido, equipo con el que juega actualmente en el invierno.
Ha sido campeón en 3 ocasiones con los Leones del Escogido (2009-2010, 2011-2012, 2012-2013).